# Joe Darion
Joe Darion (New York, 30 gennaio 1917 – Lebanon, 16 giugno 2001) è stato un paroliere statunitense.

## Biografia
Joe Dario è noto soprattutto per aver scritto i testi delle canzoni di Mitch Leigh per il musical Man of La Mancha, portato al debutto a Broadway nel 1966. Il musical si rivelò un enorme successo, rimase in scena per oltre duemila rappresentazioni e valse a Darion e Leigh il Tony Award alla migliore colonna sonora originale.

## Riconoscimenti
- Tony Award
  - 1966 – Miglior musical per Man of La Mancha
  - 1966 – Migliore colonna sonora originale per Man of La Mancha
  - 1968 – Candidatura per il miglior musical per Illya Darling
  - 1968 – Candidatura per la migliore colonna sonora originale per Illya Darling